# Cypria
I Cypria o Canti Ciprii (in greco antico: Κύπρια?, Kýpria) sono un antico poema epico greco piuttosto noto e conosciuto in epoca classica, durante la quale ne circolava un testo definitivo e comunemente accettato, ma che è andato successivamente perduto. Faceva parte del Ciclo Troiano, che raccontava in versi l'intera storia della guerra di Troia. 
Le vicende narrate dai Cypria si pongono cronologicamente all'inizio del Ciclo Troiano prima dell'Iliade; la stesura dei due poemi invece avvenne probabilmente in ordine inverso. 
Il poema si componeva di undici libri scritti in esametri dattilici.

## Datazione ed attribuzione
I Cypria, nella forma scritta in cui erano conosciuti nella Grecia classica, furono probabilmente composti verso la fine del VII secolo a.C., ma non esistono certezze in merito. I poeti ciclici, come ha fatto notare la traduttrice delle opere di Omero Hugh G. Evelyn-White "stavano attenti a non invadere il terreno già occupato da Omero" e questo è uno dei motivi per cui potrebbe ritenere la forma scritta e definitiva dei Cypria un poema post-omerico. Un altro studioso ha sostenuto: "L'autore dei Kypria doveva aver già apprezzato i temi dell'Iliade. In qualsiasi modo si leggano i Kypria, salterà agli occhi come si studino gli avvenimenti contenuti nell'Iliade per potersi riferire ad essi, ad esempio la cessione in schiavitù di Licaone a Lemnos o le storie di Achille con Briseide e di Agamennone con Criseide". Si potrebbero paragonare i Cypria con l'Etiopide, un altro poema del ciclo andato perduto, ma che anche dai pochi frammenti e dalle citazioni che ne abbiamo appare maggiormente autonomo rispetto all'Iliade.
Le storie contenute nei Cypria, d'altra parte, si erano stabilizzate molto prima di allora, ed il poema condivide lo stesso problema di difficoltà di datazione di una tradizione orale che è proprio delle opere di Omero. Molte, per non dire tutte, delle leggende contenute nei Cypria erano già ben note agli autori dell'Iliade e dell'Odissea: i Cypria, presupponendo quindi la conoscenza degli eventi narrati nel poema omerico, vanno così a formare una specie di introduzione all'Iliade.
Il titolo Cypria, che associa il poema con l'isola di Cipro, ha richiesto alcune spiegazioni: secondo una tradizione antica il poema sarebbe stato donato da Omero a suo genero Stasino di Cipro, che non viene citato in nessun altro contesto. Questa sembrerebbe essere un'allusione ad una perduta Ode Nemea di Pindaro. La storia venne poi ripresa da alcuni autori di epoca più tarda. Perlomeno la storia è servita a spiegare come mai i Cypria furono attribuiti da alcuni ad Omero, da altri a Stasino. Altri, tuttavia lo attribuirono ad Egesia di Salamina od a Cipria di Alicarnasso.
È possibile che l'Ordine di battaglia dei Troiani (l'elenco dei Troiani e dei loro alleati in Iliade II, 816-876, che forma un'appendice al Catalogo delle navi) sia un riassunto di quello presente nei Cypria, che nell'ultimo libro contenevano appunto un elenco degli alleati dei Troiani.

## Contenuto
Nelle attuali edizioni critiche dei Cypria sopravvivono soltanto cinquanta versi del testo originale. Per conoscerne la trama dipendiamo quindi quasi completamente da un riassunto del Ciclo Troiano contenuto nella Crestomazia scritta da un oscuro Proclo (che forse potrebbe essere identificato con il grammatico del II secolo Eutichio Proclo). Alcune altre fonti forniscono indicazioni di minor rilievo sull'intreccio del poema.
Il poema narra l'origine e le cause della guerra di Troia, nonché i suoi primi momenti. Si apre con la decisione di Zeus di alleviare, per mezzo di una guerra, il peso della popolazione che la Terra deve sopportare:
degli uomini che Gea dall'ampio petto
 
portava, e Zeus vide e n'ebbe pietà
 
e nel cuore suo accorto egli decise

di sollevare l'ampia terra dalla pletora
 
d'uomini, suscitando guerra in Ilio

d'aspra contesa affinché il peso
 
di morte la facesse più deserta.
 
Ed in Troia morivano gli eroi,
 
alto consiglio di Zeus s'adempía. (Fr. 1 W., trad. A. D'Andria)»
I Cypria descrivono quindi le nozze di Peleo e Teti durante le quali nasce la disputa fra le dee per il pomo d'oro. Nel famoso episodio del giudizio di Paride tra le dee Atena, Hera ed Afrodite, Paride assegna il premio per la bellezza ad Afrodite, e a sua volta riceve in premio Elena, la moglie di Menelao e figlia di Zeus e Nemesi:
un terzo figlio, Elena, un portento 

per gli uomini, che, bellicosa, Nemesi

una giorno partorì unita a Zeus, 

il re dei numi, in amor violento. 

Ella cercava di scappare e, infatti, 

non volle unirsi al Cronide padre 

Zeus, perché vergogna e indignazione 

le punsero il cuore: e per questo

fuggì dalla terra e dall'infruttuosa acqua scura. 

Ma Zeus sempre la inseguiva e bramava 

in cuor di catturarla. Ora lei prendeva 

di un pesce forma e si affrettava sull'onde 

del mar ruggente, e ora sull'Oceano 

e sui confini più lontani della Terra, 

e ora si affrettava sulla terra 

arata, trasformandosi pur sempre 

in creature mostruose, per sfuggirgli.»
((trad. A. D'Andria))
Un frammento ci consegna la vestizione di Afrodite per il giudizio:
le Cariti e le Ore avevan fatto 

e tinto in fiori della primavera 

- come quelli indossati dalle Ore -

in croco e giacinto e dolce viola

e in rose dalla bella fioritura, 

sì dolci e deliziosi, e, gemme auree, 

i fiori del narciso e del giglio. 

Di tali capi profumati, veste

in tutte le stagioni Afrodite.

Allora Afrodite che ama il riso

e le sue ancelle tessevan corone 

profumate di fiori della terra 

e le metteano in testa: ed ecconciate

le dee, le Ninfe e le Grazie e anche 

Afrodite d'oro, mentre cantavano 

dolcemente sul monte Ida di molte fontane.»
((trad. A. D'Andria))
Paride, su consiglio di Afrodite, costruisce allora una nave, ed Eleno gli predice il suo futuro; Afrodite ordina ad Enea di imbarcarsi con lui, mentre anche Cassandra presagisce ciò che avverrà.
In Lacedemonia i Troiani vengono ricevuti dai figli di Tindareo, i Dioscuri Castore e Polluce, e da Menelao che si imbarca poi per Creta, dopo aver ordinato ad Elena di fornire agli ospiti tutto ciò di cui avessero avuto bisogno. Afrodite fa avvicinare Elena e Paride, ed il principe porta lei e la sua dote a Troia, con una tappa a Sidone, che Paride e i suoi uomini attaccano con successo.
Nel frattempo Castore e Polluce vengono catturati ed uccisi mentre stanno rubando il bestiame di Idas e Linceo: Zeus allora concede loro l'immortalità.
Iris avverte Menelao, che torna per organizzare una spedizione contro Troia insieme al fratello Agamennone. Decidono di riunire gli ex-pretendenti alla mano di Elena, che avevano giurato di difendere i diritti matrimoniali di chi tra loro fosse riuscito a sposarla. Nestore racconta a Menelao alcune storie:
- come Epopeo fosse stato distrutto dopo aver sedotto le figlie di Nitteo;
- la tragica vicenda di Edipo;
- la pazzia di Eracle;
- la storia di Teseo ed Arianna.

Radunando i capi dei Greci, smascherano la follia simulata di Odisseo, che non voleva seguirli.
I capi dei Greci riuniti insieme in Aulide celebrano dei sacrifici dall'esito infausto, e l'indovino Calcante annuncia loro che la guerra durerà dieci anni. Raggiungono la città di Teutra, in Misia e la saccheggiano per errore, scambiandola per Troia: Telefo va in soccorso della città, ma viene ferito da Achille. La flotta greca viene separata da una tempesta, ed Achille approda a Sciro, dove sposa Deidamia, la figlia di Licomede e guarisce Telefo dalle ferite, in modo che possa guidarli a Troia.
Quando gli Achei riescono a riunirsi in Aulide una seconda volta, Agamennone viene convinto da Calcante a sacrificare sua figlia Ifigenia per placare le dea Artemide e ottenere un viaggio tranquillo per le navi, dopo che il re stesso l'aveva offesa uccidendo un cervo. Ifigenia viene fatta venire fingendo che debba sposare Achille, ma Artemide all'ultimo momento la porta via, sostituendola sull'altare con un cervo, e la trasporta in Tauride rendendola immortale.
Le navi greche giungono quindi sull'isola di Tenedo dove, mentre stanno banchettando, Filottete viene morso da un serpente e deve essere lasciato a Lemno. Qui Achille litiga con Agamennone. Un primo tentativo di sbarco nella Troade viene respinto dai Troiani e Protesilao viene ucciso da Ettore. Achille allora uccide Cicno, figlio di Poseidone e costringe i Troiani a ritirarsi. I Greci raccolgono i loro caduti ed inviano dei messaggeri a chiedere la restituzione di Elena e del tesoro. Dopo il rifiuto dei Troiani, dapprima tentano un assalto verso la città, poi mettono a ferro e fuoco le campagne circostanti.
Achille vuole vedere Elena, così Afrodite e Teti escogitano un modo di farli incontrare. I Greci vorrebbero tornare a casa, ma vengono trattenuti da Achille, che poco dopo mette in fuga il bestiame di Enea, saccheggia le città vicine ed uccide Troilo. Patroclo porta Licaone a Lemno e lo vende come schiavo. Achille e Agamennone si prendono come bottino di guerra rispettivamente Briseide e Criseide.
Seguono quindi la morte di Palamede, il piano elaborato da Zeus di aiutare i Troiani allontanando Achille dall'alleanza greca ed il poema si chiude con un catalogo degli alleati dei Troiani.

## Giudizi critici
I Cypria furono considerati un poema minore rispetto ai due capolavori di Omero: Aristotele li criticò per la loro mancanza di una coesione narrativa e di un argomento portante. Si tratta più che di una vicenda unitaria di un catalogo di eventi e storie separate.